# 太田純
太田 純（おおた じゅん、1958年〈昭和33年〉2月12日 - 2023年〈令和5年〉11月25日）は、日本の銀行家。三井住友フィナンシャルグループ（以下、三井住友FG）前代表執行役社長、元経団連副会長。京都府出身。

## 人物
1982年、京都大学法学部卒業後、住友銀行入行。ストラクチャードファイナンス営業部長、投資銀行統括部長等を経て、2017年、三井住友フィナンシャルグループ副社長、2019年社長。
2020年、日本電気取締役。2022年、三井住友FGの子会社である、SMBC日興証券の相場操縦事件などをめぐり、金融庁から一部業務の停止命令などの行政処分を受け、太田を報酬減額処分とした。
2023年11月25日、膵臓がんにより死去。65歳没。